# سیارک ۵۹۵۹
سیارک ۵۹۵۹ (به انگلیسی: 5959 Shaklan، نامگذاری:1989NB1) پنج هزار و نهصد و پنجاه و نهمین سیارک کشف شده‌است که در ۲ ژوئیه ۱۹۸۹ کشف شد.
قدر مطلق سیارک برابر ۱۱٫۰۰ است.